# Georg Rasch
Georg Rasch (21. září 1901 – 19. října 1980) byl dánský matematik, statistik a psychometrik, známý díky vyvinutí způsobu měření označovaném jako Raschovy modely, který je dnes zahrnován mezi teorie odpovědi na položku. Modely jsou využívané zejména v psychodiagnostice a evaluaci v rámci pedagogické psychologie, jsou vhodné zejména pro vyhodnocování výkonových testů.
Byl spolužákem jednoho ze zakladatelů moderní statistiky Ronalda Fischera a přítelem zakladatele ekonometrie Ragnara Frische.